# Storfors (Gemeinde)
Koordinaten: 59° 32′ N, 14° 16′ O

Storfors ist eine Gemeinde (schwedisch kommun) in der schwedischen Provinz Värmlands län und der historischen Provinz Värmland. Der Hauptort der Gemeinde ist Storfors.

## Geographie
Die Gemeinde verfügt über ein System von Verbindungskanälen zwischen den einzelnen Seen, den Bergslagskanalen, der eine Gesamtlänge von 65 Kilometern hat.

## Orte
Diese Orte sind Ortschaften (tätorter):
- Kyrksten
- Storfors